# Лионел Рог
Лионел Рог (на немски: Lionel Rogg) (21 април 1936 г., Женева, Швейцария) е органист и композитор и професор по музикална теория. Смятан е за един от най-великите интерпретатори на органната музика на Йохан Себастиан Бах, като записва всички негови произведения за орган три пъти.

## Биография
На 15-годишна възраст Рог поема органа на катедралата „Свети Бонифаций“ в Женева., Швейцария. По-късно в Музикалната консерватория в Женева учи при Пиер Сегон (ученик на Марсел Дюпре). Той получава дипломи по хармония, контрапункт и фуга и печели стипендии, награди за пиано и орган, и първа награда за четене от поглед. През 1959 г. печели второ място в конкурс за орган на Международния музикален конкурс ARD в Мюнхен. Учи и при Никита Магалов.
След три години обучение, през 1961 г. той изнася поредица от десет рецитала на пълните произведения за орган на Бах във „Виктория Хол“ в Женева, последвани от органни концерти във Франция, Испания, Белгия, Холандия, Швейцария и в Англия в Сейнт Олбанс и Роял Фестивал Хол в Лондон. Той изнася два рецитала, изпълнявайки Orgelbüchlein на Бах на международния фестивал в Монтрьо през 1962 г., и участва във фестивали и органни седмици в Байройт и Нюрнберг.
Малко след своите рецитали в Женева Рог е поканен да запише всички пиеси за органи на Бах върху новите електропневматични органи със седемдесет и седем регистъра, построени в Цюрих Гросмюнстер, построени от швейцарската фирма Metzler & Söhne Orgelbau между 1958 – 1960 г.. Тази програма започва през септември 1961 г. и завършва през септември 1964 г. в десет сесии по три вечери всяка. Записът е направен от техническата служба на Радио „Цюрих“ с три микрофона, два за позитивите и един за Grande и педалите, но те са обработени и мастерирани в Англия от Орикс Рекърдс. Получените записи са издадени от лейбъла Бах Рекординг.
Рог записва пълните органни произведения на Бах за Harmonia Mundi, които са издадени за първи път през 1970 г. и преиздадени на компактдиск през 1992 г., а през 2000 г. са записани на орган на Silbermann Arlesheim. Този инструмент е създаден от Йохан Андреас, син на Андреас Силберман, през 1761 г. и е реставриран от Мецлер през 1959 – 1962 г.
Освен концерти за орган Рог композира музика, свири на клавесин и прави записи с камерни групи. Той прави записи за клавесин и пиано за Swiss Broadcasting Company, включително изпълнение на шестте трио сонати на Бах, на неговия клавесин с педали на Витмайер. Лионел Рог написва наръчник по контрапункт и се връща в Музикалната консерватория в Женева, за да работи като преподавател по контрапункт и фуга. Неговият запис на ренесансови танци (в който той свири на позитивен орган и дирижира ансамбъл от ренесансови инструменти в различни танци и други произведения) е отличен с Голяма награда за звукозапис и награда „Едисън“, и е преиздаден от Одисей Рекърдс в средата на 1970-те г.
През 1969 г. той записва Die Kunst der Fuge, BWV 1080 (от англ.: „Изкуството на фугата“) и е публикуван от Gramophone Company HMV CSD етикет, 3666 – 3667, включва форма на „Contrapunctus XVIII“ с предполагаем завършек на Лионел Рог плюс предаване на оригиналната (непълна) фуга. Тези произведения са записани на орган в катедралата „Свети Петър“, Женева, и в „Санта Мария дела Мерчеде“, Рим.